# Адрієн де Жерлаш
Адрієн Віктор Жозеф, барон де Жерлаш де Гомері (фр. Adrien Victor Joseph de Gerlache de Gomery; 2 серпня 1866 р., Хасселт, Лімбург, Бельгія — 4 грудня 1934 р. Брюссель) — бельгійський полярний дослідник, офіцер ВМФ Бельгії, найбільше відомий завдяки антарктичній експедиції 1897—1899 рр. на судні «Бельжика».

## Життєпис
Народився в стародавній дворянській родині в Хасселті, старший син, освіту здобув у Брюсселі. Закінчив École polytechnique (нині розділений на Université Libre de Bruxelles та Vrije Universiteit Brussel) з дипломом інженера. Під час канікул і замість переддипломної практики працював на пароплавах, що курсували між Остенде і Дувром, а також на суднах рибальського флоту. Отримавши диплом, всупереч сімейній традиції і бажанню батька, вступив до лав військово-морського флоту, і був відзначений першим унтер-офіцерським чином 19 січня 1886 року.
Закінчив офіцерське училище в Остенде, був призначений на гідрографічне судно «Бельжика».[джерело?] 1890 року отримав звання лейтенанта. Під час служби вперше зацікавився полярними дослідженнями, 1895 р брав участь в плаванні до Ян-Маєна і східного узбережжя Гренландії. Отримав запрошення Адольфа Еріка Норденшельда взяти участь у шведській експедиції до Гренландії, але вона зірвалася через нестачу фінансування. У відповідь Жерлаш запропонував власний план експедиції.

## Експедиція 1897—1899 років

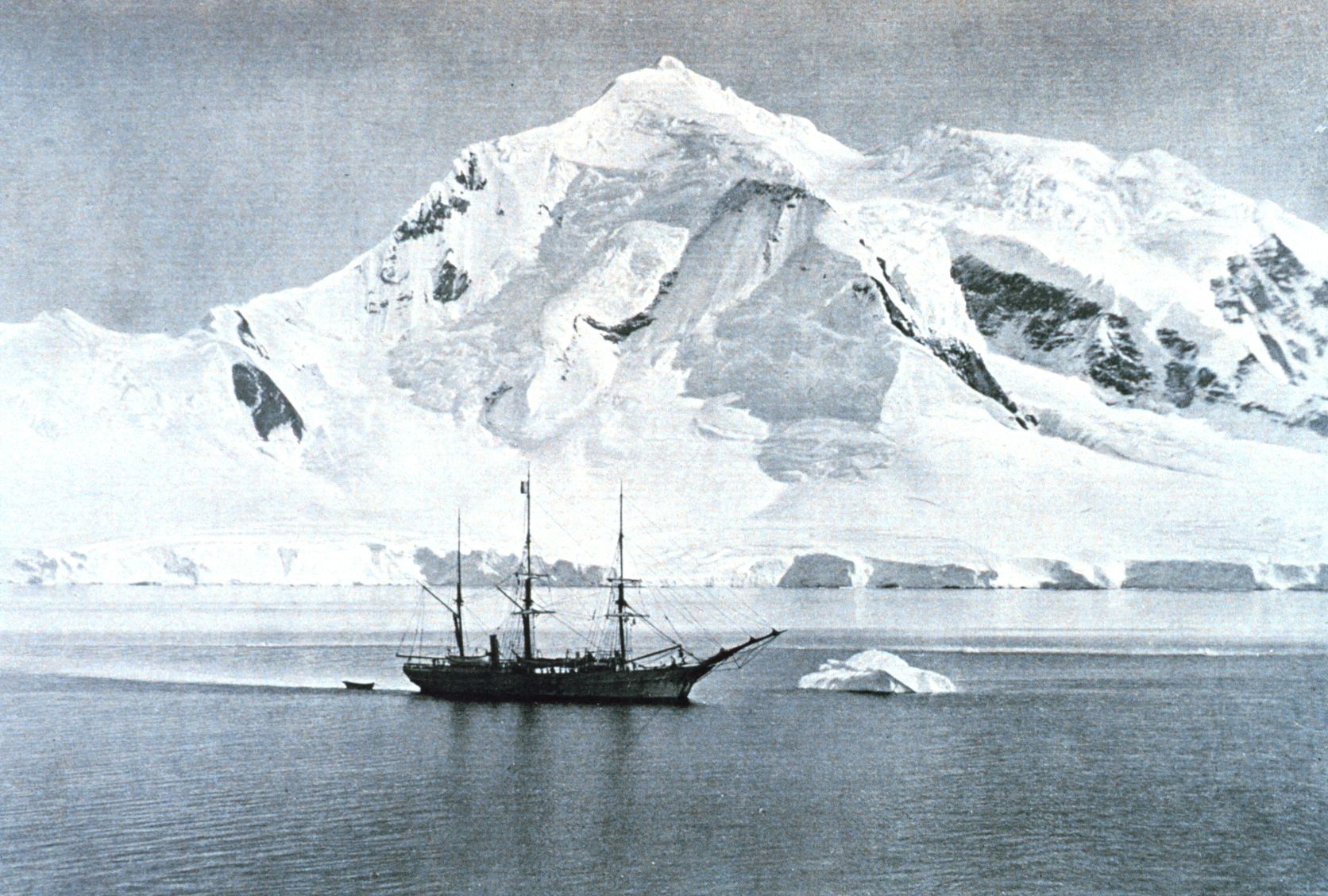
«Бельжика» в Антарктиці

Головним спонсором бельгійської експедиції в Антарктику виступив король Леопольд II, найбільше пожертвування забезпечило Королівське географічне товариство Бельгії, а також виробники соди — фірма Ернеста Сольвея. Програма експедиції була досить широкою: крім географічних і картографічних робіт, дослідження Південного магнітного полюса, планувалися колоніальні захоплення в Південній півкулі і пошуки корисних копалин.
У 1896 р Жерлаш купив норвезький китобоєць «Патрія», перейменований на «Бельжику» (за назвою римської провінції на території Бельгії). Особовий склад експедиції був інтернаціональним.
Відпливши з Антверпена, «Бельжика» в січні 1898 досягла узбережжя Землі Грейама, пройшовши довгим шляхом через Магелланову протоку. Пройшовши протокою, названою на честь судна, експедиція перетнула Південне полярне коло 15 лютого 1898 р. Час було втрачено, і 28 лютого, коли судно було затиснуте кригою в морі Беллінсгаузена, почалася незапланована зимівля. Через невідповідність раціону харчування на борту почалася тотальна епідемія цинги (її уникли лише Кук і Амундсен, які регулярно полювали на тюленів). На борту не було полярного одягу (Амундсену довелося пошити його з рожевих вовняних ковдр), в житлових приміщеннях «Бельжики» підтримувалася температура нижче точки замерзання води. Виявилося, що було взято мізерну кількість освітлювального гасу, і люди сиділи у темряві. З 17 травня по 23 липня тривала полярна ніч, в ході якої збожеволіли двоє матросів (один з них пішов пішки до Норвегії). В ході зимівлі виник великий конфлікт між Жерлашем і Амундсеном, який самовільно взяв командування на себе, і заявив, що не має з командиром нічого спільного.
Дрейф тривав 13 місяців. 15 лютого 1899 року лід став тріскатися, і доктор Кук змусив команду прорубувати вручну 900-метровий канал, щоб звільнити судно. 14 березня 1899 року судно вийшло з пакових льодів, і повернулося в Антверпен 5 листопада 1899 року.
Хід експедиції був описаний Жерлашем у книзі Quinze Mois dans l'Antarctique (1901), яка була відзначена 1902 року премією Французької академії.

## Подальше життя
1901 року Жерлаш вирушив на острів Кергелен, що належав Франції, але був відкликаний ще в дорозі, тому попрямував до Перської затоки, де команда зайнялася промислом перлів. Того ж 1902 року він увійшов до складу антарктичної експедиції Жана-Батиста Шарко, але покинув його в бразильському Пернамбуку через конфлікт.
1904 року Жерлаш одружився з Сюзанною Пулі. У цьому шлюбі було двоє дітей: Філіп і Марі-Луїза. 1905 року «Бельжику» викупив герцог Філіп Орлеанський. Герцог і Жерлаш здійснили на ній три експедиції: в Гренландське море (1905), Карське море (1907) і на Шпіцберген і Землю Франца-Йосифа (1909). 1913 року Жерлаш розлучився з дружиною.
Після початку Першої світової війни Жерлаш активно брав участь в обороні Остенде і боротьбі з підводними човнами. У 1915—1916 роках жив у Норвегії і Швеції, вербуючи прихильників руху за незалежність Бельгії.[джерело?]
28 грудня 1916 року Жерлаш вдруге одружився зі шведкою Елізабет Хьоєр, від якої 1919 року народився син Гастон де Жерлаш (названий на честь брата Жерлаша, який загинув на фронті 1915 року), що став відомим полярним дослідником. 1957 року він заснував першу бельгійську дослідну станцію в Антарктиді.
Після закінчення війни Жерлаш служив у Генеральному штабі, 1926 року призначений генерал-директором Бельгійського ВМФ, а з 1928 року став командувачем ВМФ. Помер від сальмонельозу.

## Пам'ять
2000 року Міжнародний астрономічний союз присвоїв ім'я Адрієна де Жерлаша кратеру на видимому боці Місяця.